# Fort de Toulbroc'h
Les vestiges de guerre appelés fort de Toulbroc'h constituent une partie de l'ensemble de défense du goulet de Brest (France).
Ils se trouvent sur la commune de Locmaria-Plouzané, accessibles par le sentier côtier GR 34 à la pointe du Grand Minou.
Les premières  constructions et batteries datent de 1884.
Une convention signée le 17 février 1993 par le ministère de la Défense cède au Conservatoire du littoral la batterie de Toulbroc'h.

## Histoire
C'est sur l'emplacement d'une tour-modèle no 3 type 1811, construite  en 1812, que le fort fut érigé en 1884. Il était constitué d'une cour intérieure donnant sur 4 chambrées. Il fut progressivement transformé, jusqu'en 1914, par l'adjonction de batteries, projecteurs (avec leurs générateurs) et magasins d'armement afin d'augmenter ses capacités défensives.

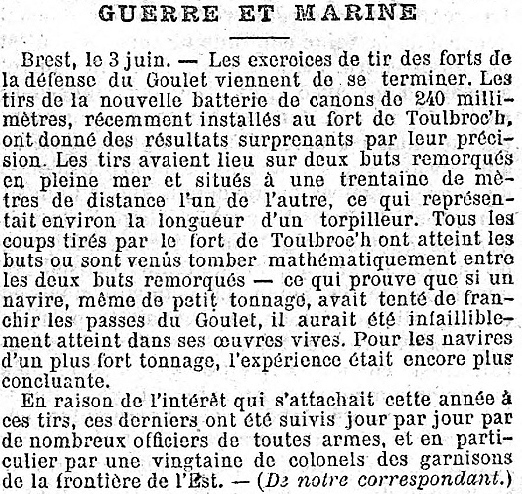
Article de 1912 concernant la nouvelle batterie de canons de 240 mm installé au fort de Toulbroc'h (Journal des débats politiques et littéraires).

En 1922 Le Petit Journal écrit : « La défense de Brest est assurée en tout et pour tout par les six canons de la batterie de Toulbrac [sic, Toulbroc'h], lesquels sont inutilisables car ils sont dépourvus des instruments de visée indispensables au réglage du tir ».
Pendant la Seconde Guerre mondiale à partir de décembre 1941, le responsable de la radio du fort surveille la Maison des câbles  située à 500 m. Il envoie à toute heure du jour ou de la nuit des patrouilles pour vérifier qu'aucune émission n'est réalisée vers les alliés.  En 1942, l'organisation Todt y adjoindra 4 casemates, dotées de canons de 75. Fin août 1944, la batterie est atteinte par les bombardements alliés, puis le fort est conquis par un bataillon de rangers américains début septembre. 
Le 29 août 1944, le 5e bataillon de rangers américain arrive devant Toulbroc'h. Le 1er septembre, le reste du bataillon est affecté à la 29e division d'infanterie. De durs combats se déroulent à La nuit tombante. La garnison du fort de Toulbroc'h de 5 officiers et 237 hommes serait en partie italienne, commandée par capitaine Sovelli. Le 2 septembre, la compagnie F garde le flanc est, côté Minou. Les compagnies B et D attaquent sur Toulbroc'h. Dix Allemands sont capturés rapidement et indiquent un moral faible. Une contre-attaque allemande repousse les rangers.
Le 3 septembre, une première attaque de P 47 Lightning[Quoi ?] n'est pas très efficace. À 14 h 30, une seconde attaque de huit avions P 47 qui lâchent leurs bombes de 500 kg est plus efficace ; ensuite l'aviation mitraille le fort. Les rangers attaquent par le Dalbosc. Six minutes après le départ de l'aviation, 247 Allemands se rendent avec un air hagard. Voyant qu'ils ne se rendent qu'à soixante rangers, ils ne veulent plus se rendre ; mais c'est trop tard.